# Kenneth J. Gray

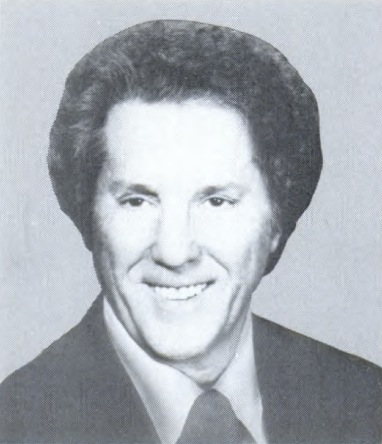
Kenneth J. Gray (1987)

Kenneth James Gray (* 14. November 1924 in West Frankfort, Franklin County, Illinois; † 12. Juli 2014 in Herrin, Illinois) war ein US-amerikanischer Politiker. Zwischen 1955 und 1974 sowie nochmals von 1985 bis 1989 vertrat er den Bundesstaat Illinois im US-Repräsentantenhaus.

## Werdegang
Kenneth Gray besuchte die öffentlichen Schulen seiner Heimat einschließlich der West Frankfort Community High School. Während des Zweiten Weltkrieges diente er im Fliegerkorps der US Army und zeitweise bei den Pionieren. Er war unter anderem in Nordafrika, Italien und Südfrankreich eingesetzt. Bis 1954 betrieb Gray die Firma Gray Motors in West Frankfort, die er bereits 1942 gegründet hatte. Zwischen 1948 und 1952 unterhielt er auch einen Flugdienst in Benton. Er war selbst aktiver Pilot. Gray ist auch einer der Gründer der Walking Dog Foundation für Blinde.
Politisch schloss er sich der Demokratischen Partei an. Bei den Kongresswahlen des Jahres 1954 wurde er im 25. Wahlbezirk von Illinois in das US-Repräsentantenhaus in Washington, D.C. gewählt, wo er am 3. Januar 1955 die Nachfolge von C. W. Bishop antrat. Nach neun Wiederwahlen konnte er bis zu seinem Rücktritt am 31. Dezember 1974 im Kongress verbleiben. In diese Zeit fielen unter anderem der Vietnamkrieg, die Bürgerrechtsbewegung und im Jahr 1974 die Watergate-Affäre. Außerdem wechselte Gray zwischenzeitlich die Wahlbezirke. Zwischen 1963 und 1973 vertrat er den 21. und seit 1973 den 24. Distrikt seines Staates. Im Jahr 1974 verzichtete er auf eine erneute Kandidatur.
Bei den Kongresswahlen des Jahres 1984 wurde Gray im 22. Bezirk von Illinois wieder in den Kongress gewählt, wo er am 3. Januar 1985 Paul Simon ablöste. Nach einer Wiederwahl konnte er bis zum 3. Januar 1989 zwei weitere Legislaturperioden absolvieren. 1988 verzichtete er auf eine weitere Kandidatur und trat danach politisch nicht mehr in Erscheinung.